# Gynacantha rammohani
Gynacantha rammohani är en trollsländeart som beskrevs av Tridib Ranjan Mitra och Lahiri 1975. Gynacantha rammohani ingår i släktet Gynacantha och familjen mosaiktrollsländor. IUCN kategoriserar arten globalt som otillräckligt studerad. Inga underarter finns listade i Catalogue of Life.